# Golfpark De Haverleij
Golfpark De Haverleij is een golfpark in Engelen, gemeente 's-Hertogenbosch. De club werd opgericht in 2002. De leden speelden aanvankelijk op de baan van BurgGolf Haverleij, een van de zes BurgGolf golfbanen in Nederland. Op 1 november 2024 is BurgGolf overgenomen door de Hollandsche Golfbaan Exploitatie Maatschappij.
De baan heeft 18 holes en is een ontwerp van de Engelse golfbaanarchitect Donald Steel. De 'gele lus' heeft diverse oude dijkjes, de 'rode lus' heeft veel waterpartijen. Daarnaast is er een qualifying Par-3 baan. 

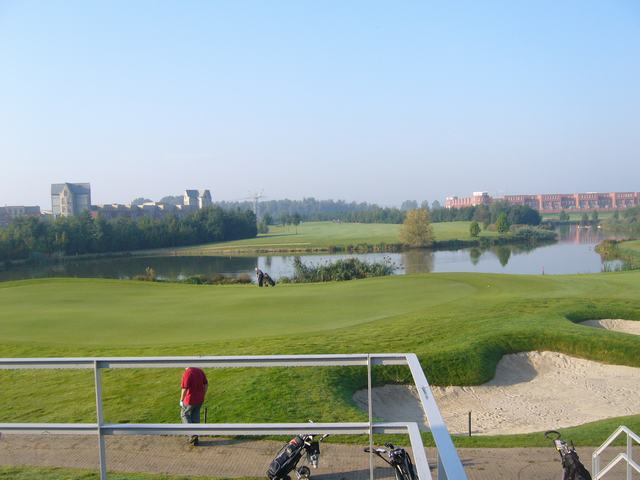
Kastelen op de achtergrond